# Tony Cragg

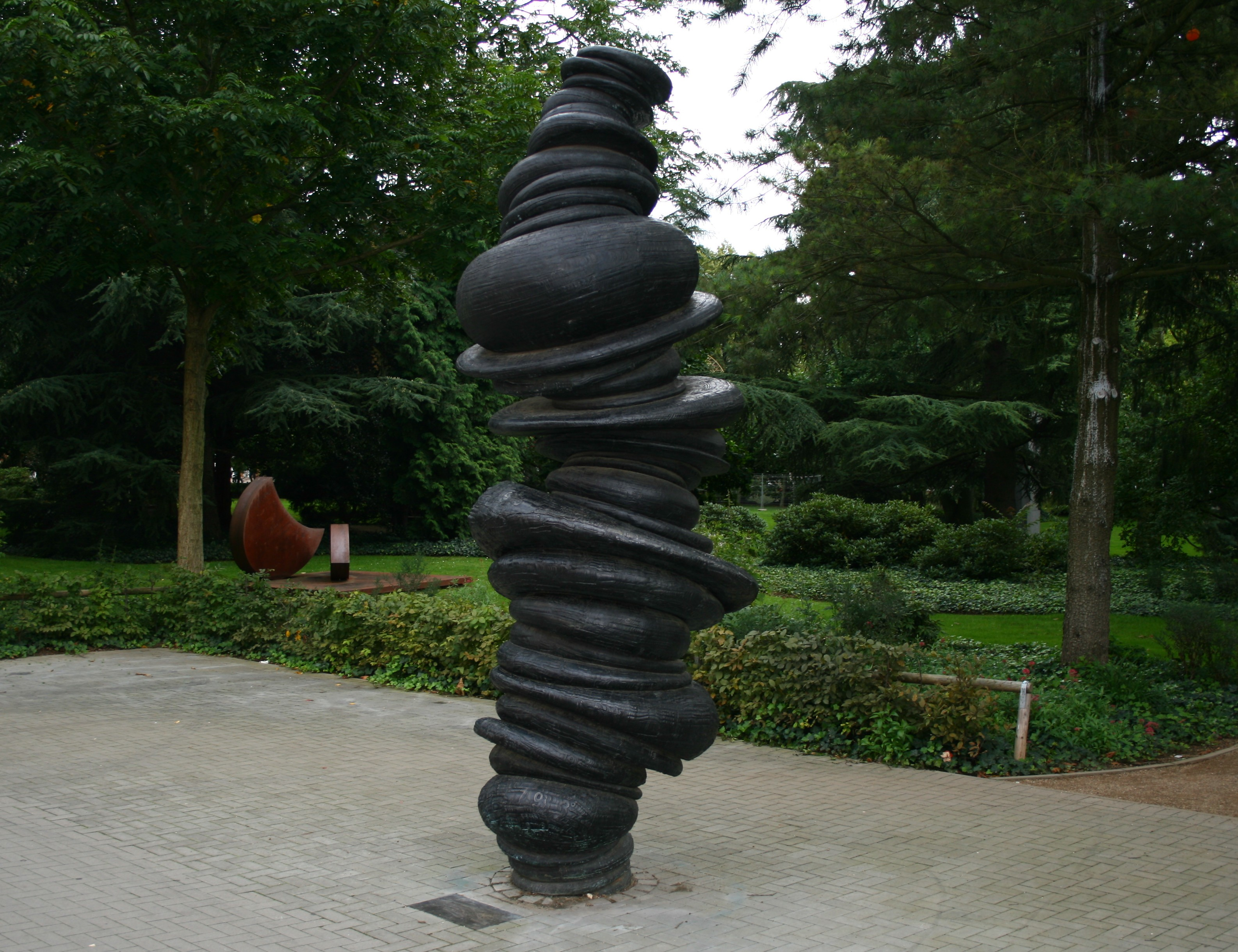
Wirbelsäule (1996) Skulpturensammlung Viersen

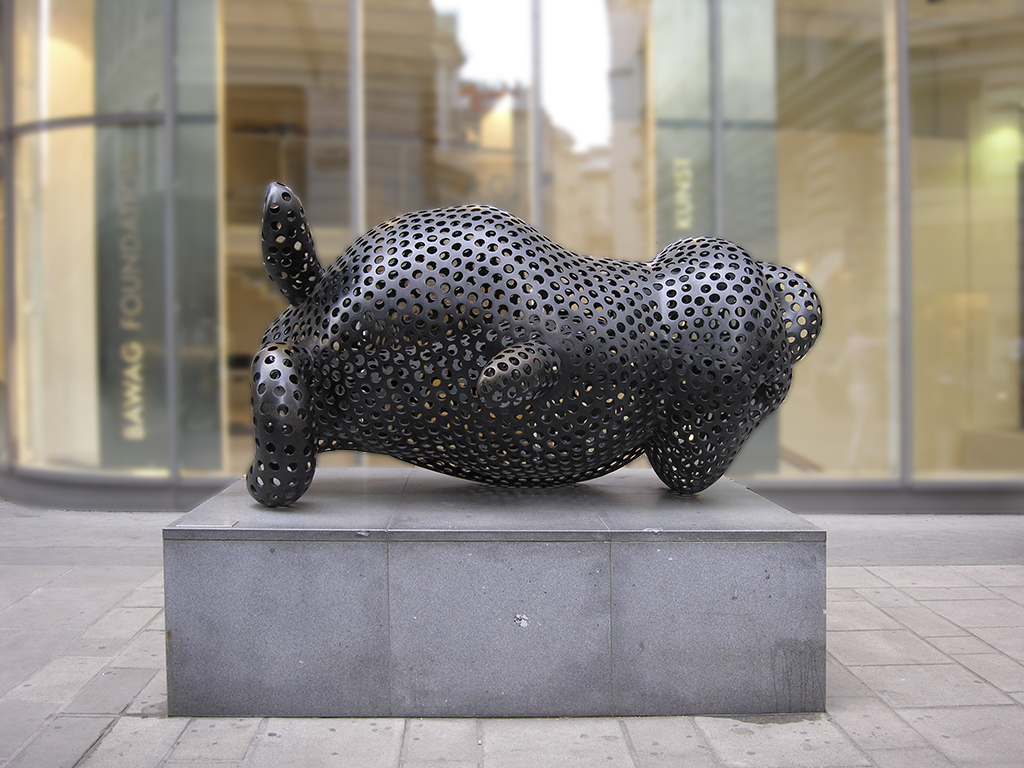
Ferryman (1997), Wien 1, Georg-Coch-Platz, vor Otto Wagners Postsparkasse

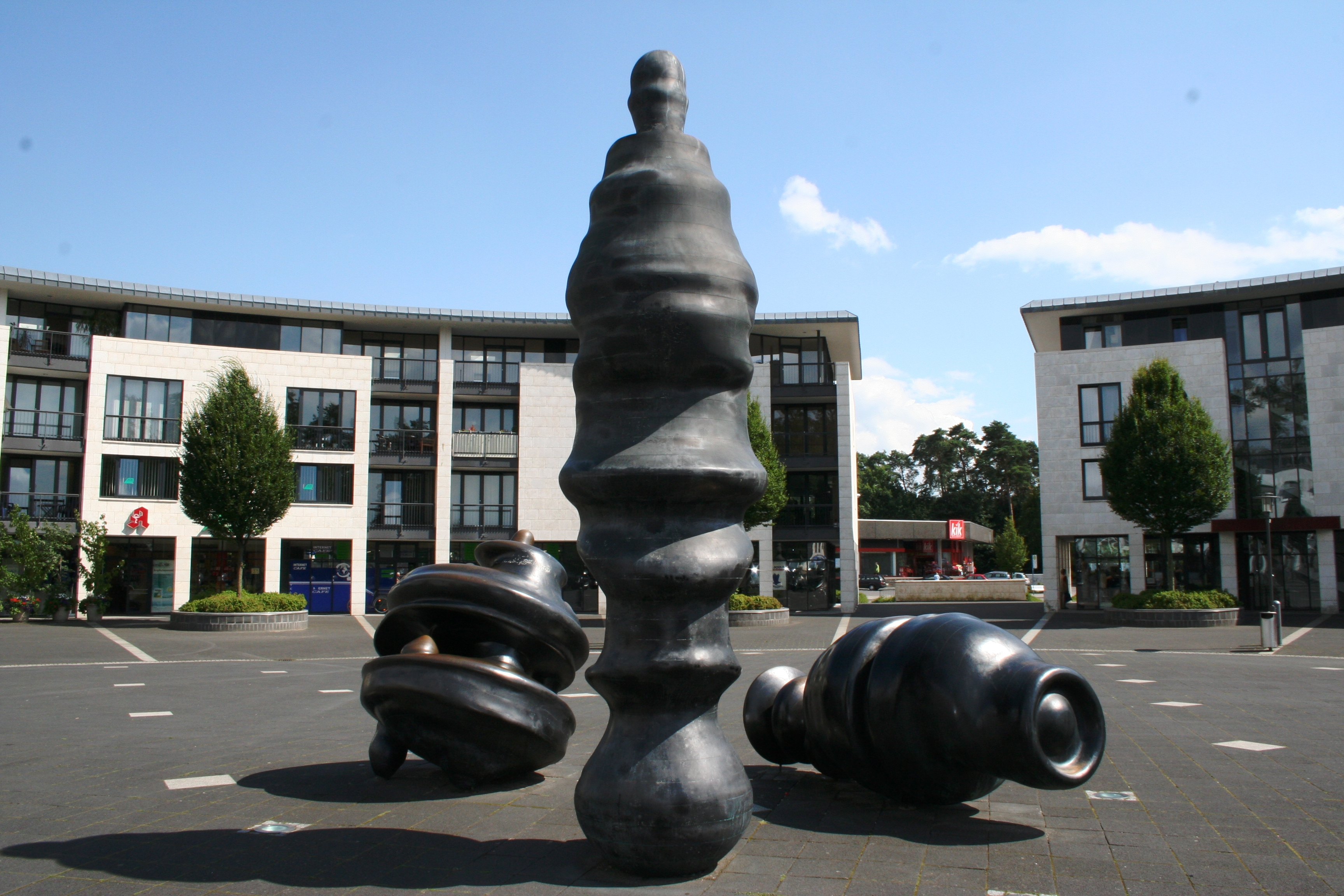
Auf der Lichtung (1997) auf dem Reichowplatz in Sennestadt

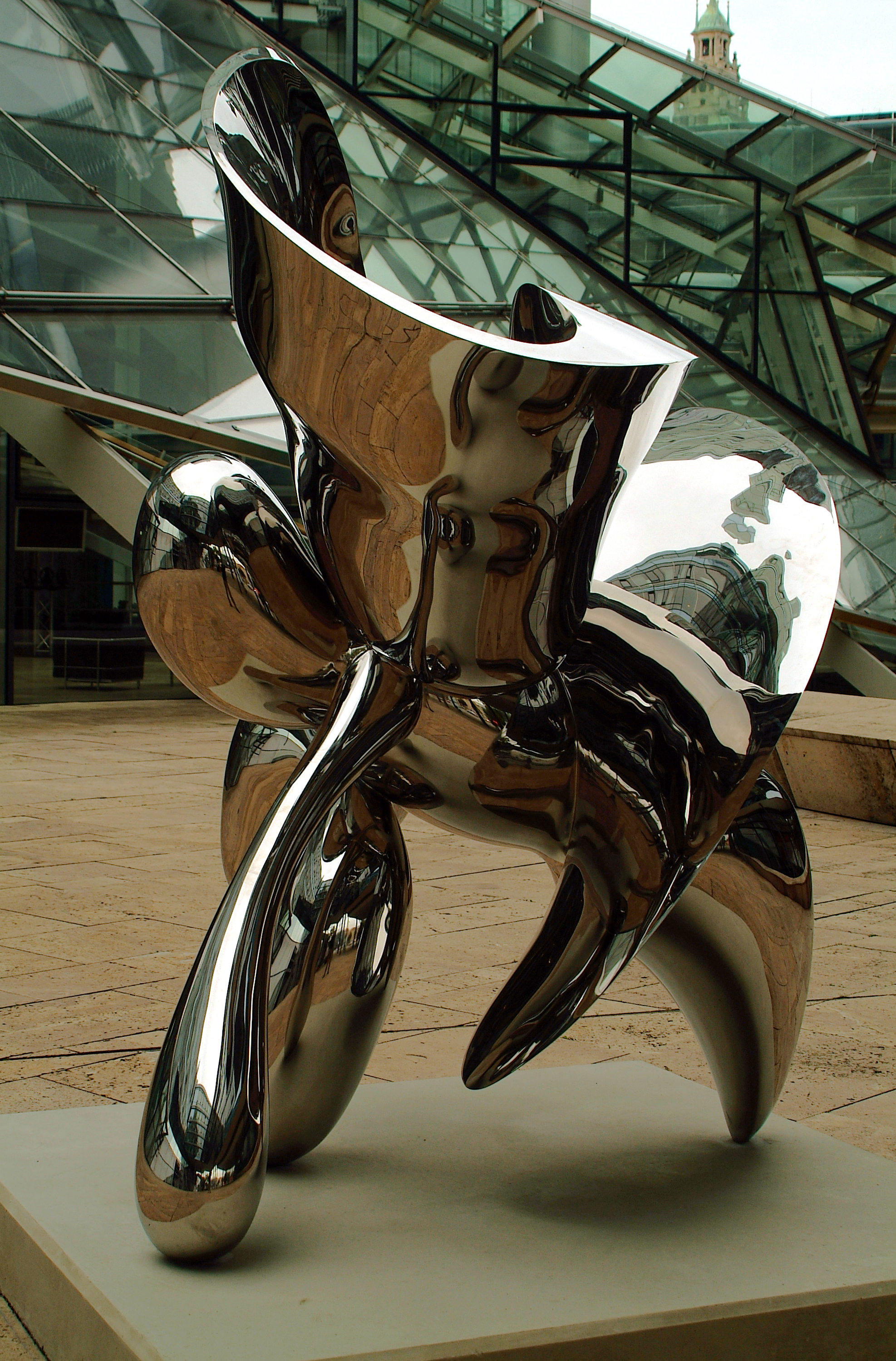
Distant Cousin von 2006, Edelstahl, seit 2012 in Hannover vor der Nord/LB

Sir Tony Cragg, eigentlich Anthony Douglas Cragg, (* 9. April 1949 in Liverpool) ist ein britisch-deutscher bildender Künstler. Er lebt seit 1977 in Wuppertal. Bis Ende Juli 2013 war Cragg Rektor der Kunstakademie Düsseldorf.

## Leben
Tony Cragg, der Sohn eines Luftfahrtingenieurs, arbeitete nach dem Abitur zunächst als Laborant bei einem Forschungsverband der Gummi-Industrie (National Rubber Producers Research Association), bevor er sich der Kunst zuwandte. Er nahm sein Studium am Gloucestershire College of Art and Design auf, besuchte anschließend die Malklasse der damaligen Wimbledon School of Art, bevor er 1973 an das Royal College of Art in London wechselte. Während seines Studiums verlagerte sich Tony Craggs Interesse vom Malerischen zum Plastischen; so spannte er beispielsweise Netze aus geknoteten Kordeln über Alltagsgegenstände. Seine Bekanntschaft mit dem Konzeptkünstler Richard Long beeinflusste sein Schaffen in dieser Periode. Auf seinen „Erkundungsreisen“ durch die freie Natur und auf Deponien sammelte Tony Cragg Gegenstände, die ihm als Material und als Anregung für neue Arbeiten dienten: „Zivilisationsmüll trifft auf natürliche Materialien“.
1976 nahm er einen Lehrauftrag an der École des Beaux-Arts in Metz an. Ein Jahr später zog er nach Wuppertal, wo auch heute noch sein Wohnsitz ist. Zwei Jahre lang lebte er völlig zurückgezogen, um sich 1979 mit der Arbeit „New Stones, Newton’s Tones“ – einem Mosaik aus bunten, farblich geordneten und auf dem Boden ausgebreiteten Plastikstücken – in der Kunstszene zurückzumelden. In den 1980er Jahren war Cragg auf vielen bedeutenden internationalen Ausstellungen vertreten. So zum Beispiel auf der documenta 7 und der documenta 8 in Kassel und auf fünf Biennalen in Venedig, São Paulo und Sydney. Mitte der 1980er Jahre zeichnete sich erneut eine Wende in Tony Craggs Werk ab: Objekte seiner Plastik-Ära wurden durch raumgreifende Bronzeplastiken ersetzt. 1988 erhielt er den britischen Kunstpreis Turner-Preis. Seit Ende der 1980er Jahre widmet sich Tony Cragg auch der Zeichnung.
Ab 1979 lehrte er an der Kunstakademie Düsseldorf, seit 1988 als Professor, um im Jahr 2001 als Professor für Bildhauerei an der Hochschule der Künste in Berlin zu beginnen. Seit 1994 ist er Mitglied an der Royal Academy of Arts in London und seit 2002 Mitglied der Akademie der Künste in Berlin. Außerdem wurde er im selben Jahr in den Stand eines Commander of the British Empire (CBE) erhoben. 2009 wurde Anthony Cragg in die Nordrhein-Westfälische Akademie der Wissenschaften und der Künste gewählt. Im selben Jahr stieg er vom Prorektor zum Rektor der Kunstakademie Düsseldorf auf; in dieser Funktion folgte er Markus Lüpertz. Am 1. August 2013 gab er das Amt an Rita McBride ab. Anfang Februar 2015 wurde er zum Ehrenmitglied der Kunstakademie ernannt.
Zu Craggs ersten für den Außenbereich geschaffenen Werken gehören die Early Forms von 1990 vor dem Wuppertaler Von der Heydt-Museum und die Plastik Wirbelsäule von 1996 neben der Kreisverwaltung Viersen. In den 2000er Jahren entstanden mehrere Dancing Columns, 2011 entstand Versus. Im August 2013 wurde in Wuppertal vor dem historischen Zoo-Hauptgebäude das erste Denkmal Tony Craggs aufgestellt. Die Skulptur heißt Domagk und erinnert an die Erfindung des ersten nutzbaren Antibiotikums, für das Gerhard Domagk den Nobelpreis für Medizin erhielt. Im Juni 2014 wurde in der Fußgängerzone der Bonner Innenstadt die sechs Meter hohe Bronzeplastik Mean Average (deutsch: Mittlerer Durchschnitt) im Beisein des Künstlers, des Bonner Oberbürgermeisters Jürgen Nimptsch und des Alt-Bundeskanzlers Gerhard Schröder enthüllt.
2016 wurde Cragg zum Knight Bachelor erhoben. Seither führt er den Titel eines „Sir“ ohne Post-Nominal, während er nach wie vor Commander of the British Empire mit dem Post-Nominal CBE ist.
Seit dem Brexit ist er deutscher Staatsbürger. Er erklärte, er habe sein Leben in Deutschland gefunden und möchte „auch künftig auf keinen Fall Nachteile erfahren“.
Am 30. Juni 2020 wurde in Berlin die Erweiterung des Marie-Elisabeth-Lüders-Hauses mit einer 6 m hohen Skulptur von Tony Cragg zur Luisenstraße hin abgeschlossen. Zum 75. Geburtstag der Wochenzeitung Die Zeit schuf er die Skulptur Type Face. Am 19. Oktober 2022 wurde in Remscheid-Lennep die Skulptur Jakobsweg enthüllt. Sie wurde eigens für den Pilgerweg der Jakobs-Pilger geschaffen, der durch den Ort verläuft. Die etwa 3,2 m hohe und 600 kg schwere Skulptur steht auf dem Munsterplatz. In ihrer Gestaltung greift sie den Jakobsweg auf, der sich matt auf dem ansonsten polierten Edelstahl absetzt. Eigentümer des Kunstwerks sind die Pilgerfreunde. Tony Cragg verzichtete für die Skulptur auf sein Honorar.

## Skulpturenpark Waldfrieden in Wuppertal

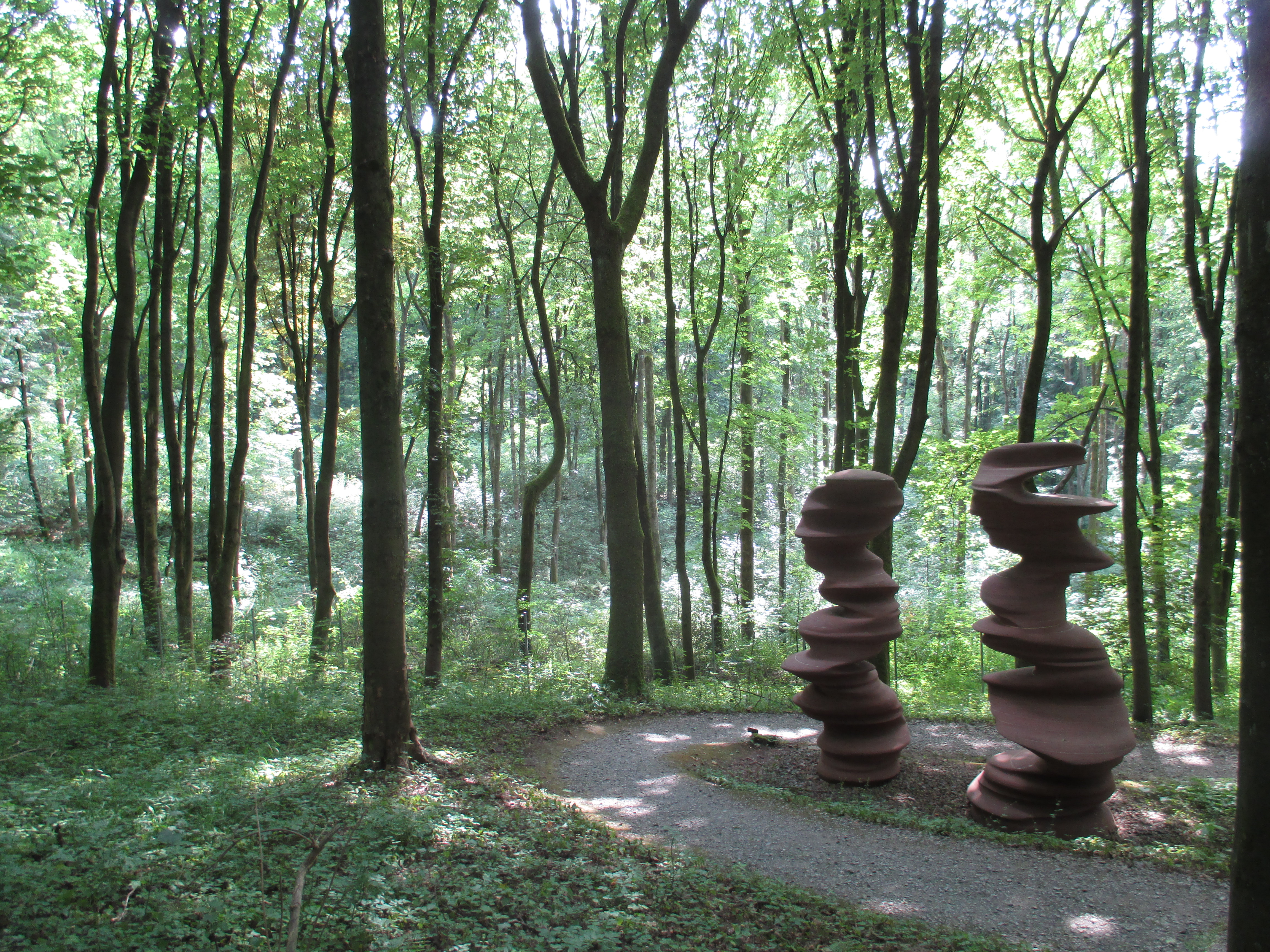
Skulpturenpark Waldfrieden

2006 erwarb der Bildhauer in Wuppertal einen 15 Hektar großen verwilderten Park mit der denkmalgeschützten Villa Waldfrieden, dem ehemaligen Wohnsitz von Kurt Herberts, um hier den Skulpturenpark Waldfrieden aufzubauen. Um sich dem Projekt widmen zu können, gab er seine Professur an der Universität der Künste in Berlin (UdK) auf und wechselte an die Düsseldorfer Kunstakademie. Im September 2008 wurde der Skulpturenpark eröffnet. Er zeigt Werke von Tony Cragg und anderen internationalen Bildhauern sowie wechselnde Sonderausstellungen.

## Auszeichnungen und Ehrungen
- 1988: Turner Prize, London
- 1989: Von der Heydt-Kulturpreis, Wuppertal
- 1992: Chevalier des Arts et des Lettres
- 2001: Shakespeare-Preis der Alfred Toepfer Stiftung F. V. S.
- 2002: Piepenbrock Preis für Skulptur
- 2007: Praemium Imperiale
- 2009: Goldene Schwebebahn, Wuppertal
- 2008: Ehrenring der Stadt Wuppertal[15]
- 2012: Bundesverdienstkreuz 1. Klasse[16]
- 2012: Cologne-Fine-Art-Preis[17]
- 2013: Großer Kulturpreis der Sparkassen-Kulturstiftung Rheinland[18]
- 2014: Ehrenbürger der Stadt Wuppertal
- 2015: Ehrenmitglied der Kunstakademie Düsseldorf
- 2016: Knight Bachelor[19]
- 2017: Preis für bildende Künstler 2017, Düsseldorfer Jonges, Laudatio Prof. Markus Lüppertz, Düsseldorf, 2. Mai 2017.

## Ausstellungen (Auswahl)

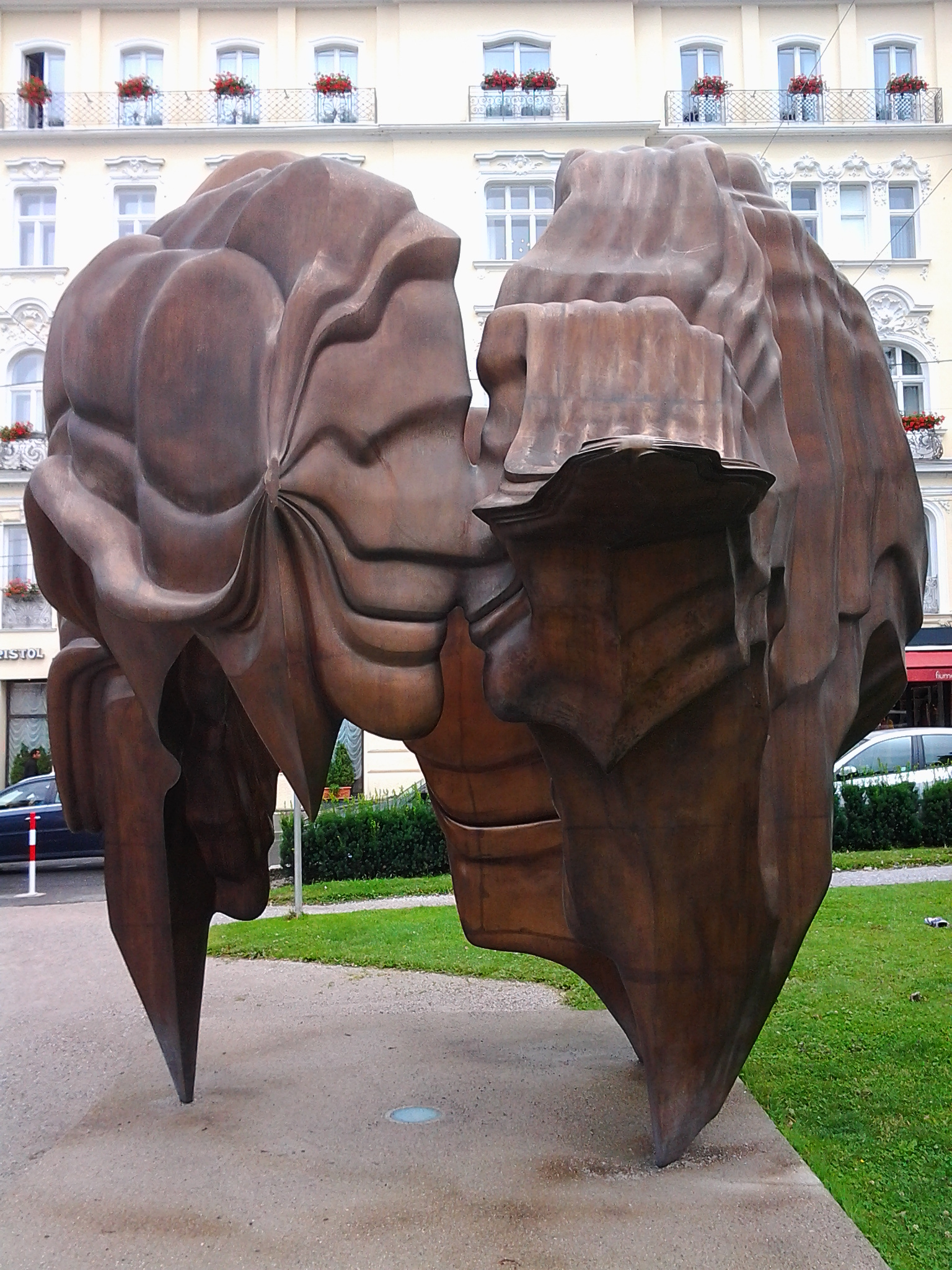
Caldera (2008), Makartplatz, Salzburg

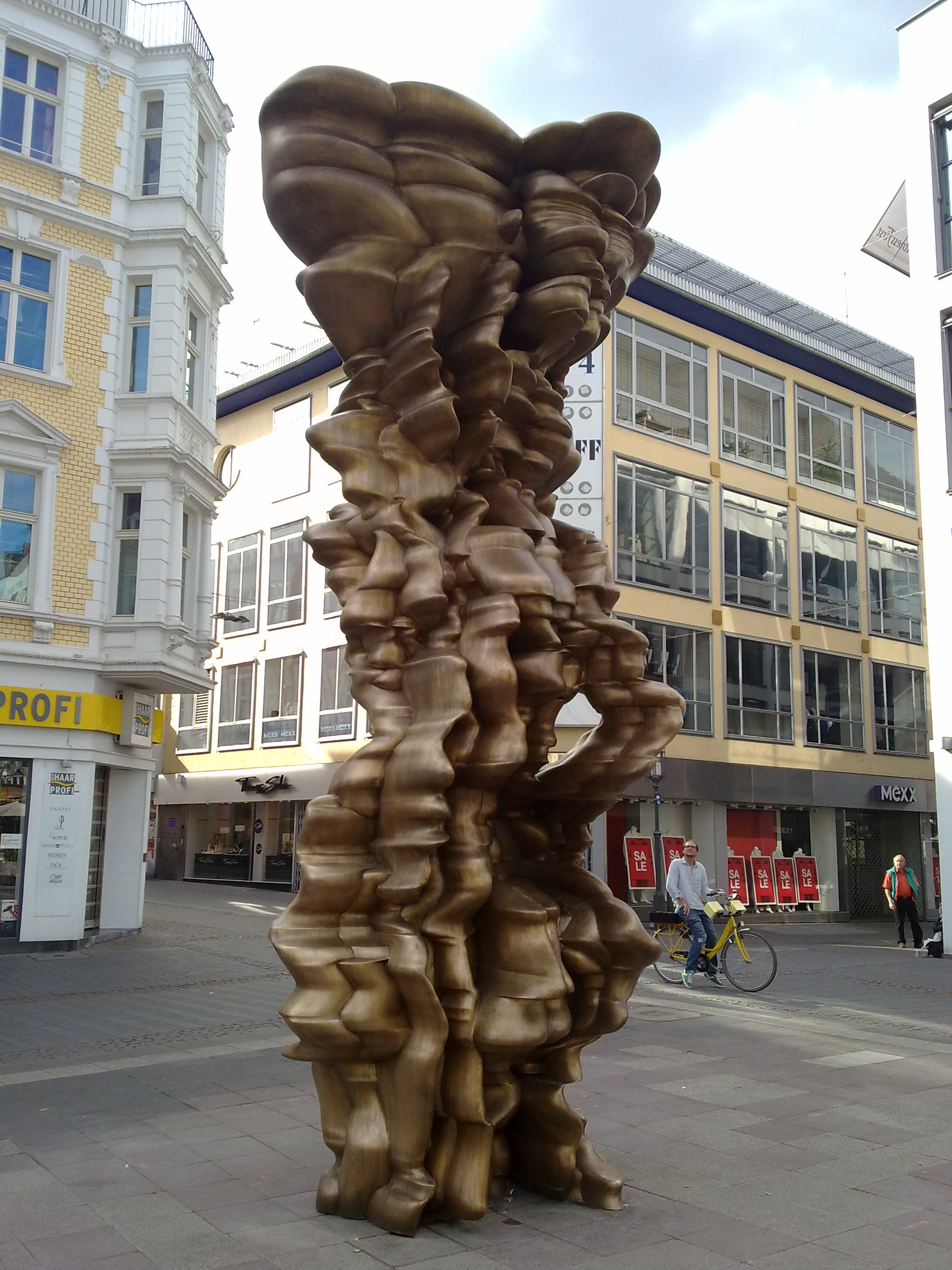
Mean Average (2014), Höhe: 6 m, Remigiusplatz, Bonn-Zentrum

- 1981: Musée d’Art et d’Industrie, St. Etienne, Frankreich
- 1982: Museo Cantonale d’Arte, New Stones, Newton's Tones, Lugano[20]
- 1983: Kunsthalle Bern, Schweiz
- 1984: Louisiana Museum of Modern Art, Humlebæk, Dänemark
- 1985: Kunsthalle Winterthur, Schweiz
- 1986: The Brooklyn Museum, New York, USA
- 1988: Biennale di Venezia, Italien
- 1989: Kunstsammlung Nordrhein-Westfalen, Düsseldorf
- 1990: The Art Institute of Chicago, Chicago, USA
- 1991: Van Abbemuseum, Eindhoven, Niederlande
- 1992: Musée Départemental d’Art Contemporain, Rochechouart, Frankreich
- 1994: Kunstmuseum St. Gallen, Schweiz
- 1995: Museo Nacional Centro de Arte Reina Sofia, Madrid, Spanien
- 1996: Städtische Galerie im Park Viersen, Deutschland
- 1997: Museu d’Art Contemporani de Barcelona, Spanien
- 1998: Ulmer Museum, Ulm; Städtische Galerie im Lenbachhaus, München[21]
- 1999: Von der Heydt-Museum, Wuppertal
- 1999: Galerie der Stadt Stuttgart, Stuttgart („Spyrogyra“)
- 2000: Tate Gallery, Liverpool
- 2000: Works in space, Sammlung Essl – Kunst der Gegenwart, Klosterneuburg/Wien
- 2001: Kunstsammlungen Chemnitz, Chemnitz
- 2003: Kunst- und Ausstellungshalle der Bundesrepublik Deutschland, Bonn
- 2004: Fundacao Serralves, Museu Serralves, Porto, Portugal
- 2005: neues museum, Staatliches Museum für Kunst und Design, Nürnberg
- 2005: figur / skulptur, Sammlung Essl – Kunst der Gegenwart, Klosterneuburg/Wien
- 2006: Akademie der Künste, Berlin; Eröffnungsschau H2 – Zentrum für Gegenwartskunst, Augsburg
- 2007: Tony Cragg – das Potenzial der Dinge, Lehmbruck-Museum, Duisburg[22]
- 2008: Tony Cragg >< F. X. Messerschmidt, Orangerie im Schloss Belvedere, Wien
- seit 2008 Skulpturenpark Waldfrieden, Wuppertal
- seit 2009 Points of view Kunstmuseum Kloster unser lieben Frauen Magdeburg
- 2009: Kunstverein Region Heinsberg, Tony Cragg, Skulpturen, Papierarbeiten
- 2009: Tony Cragg – Second Nature, Staatliche Kunsthalle Karlsruhe; Bronzeskulpturen, Museum der Moderne Salzburg
- 2010: CORSO. Werke der Sammlung Essl im Dialog, Sammlung Essl – Kunst der Gegenwart, Klosterneuburg/Wien
- 2011: Tony Cragg – Figure out / Figure in, Louvre, Paris, Frankreich; Museum Küppersmühle für Moderne Kunst, Duisburg[23] hier betitelt: Dinge im Kopf
- 2011: Tony Cragg: Sculptures and Drawings. Scottish National Gallery of Modern Art One[24]
- 2012:  Against the grain, Ernst-Barlach-Haus Hamburg
- 2012: MATRIX in der Nord/LB art gallery in Hannover
- 2016: Parts of the World, Retrospektive, Von der Heydt-Museum, Wuppertal[25]
- 2016/17: Tony Cragg. Unnatural Selection, Hessisches Landesmuseum Darmstadt, 2. Dezember 2016 bis 26. März 2017
- 2017: Tony Cragg: Esculturas y Dibujos, Museo Nacional de Bellas Artes in Havanna/ Kuba, 7. April bis 12. Juni 2017, Katalog in spanischer Sprache; danach bis 22. Oktober 2017: Museum Ludwig Koblenz mit dem Titel Tony Cragg. Sculptures and Works on Paper, Katalog in deutscher Sprache.
- 2022: Tony Cragg - Sculpture: Body and Soul, Albertina, Wien, 7. Juli bis 6. November 2022[26]
- 2023: Cragg, Pinakothek der Moderne München
- 2024: Tony Cragg. Please Touch! Kunstpalast, Düsseldorf, 22. Februar bis 26. Mai 2024[27]
- 2025: Tony Cragg, Open-Air-Ausstellung im Skulpturengarten Spanischer Turm sowie auf der Mathildenhöhe, Darmstadt, 26. April bis 26. Oktober 2025.[28]
- 2025: Tony Cragg, Open-Air-Ausstellung im Skulpturenpark Heidelberg, 18. Mai bis 15. Oktober 2025[29]

## Schriften
- In and Out of Material. Verlag der Buchhandlung Walther König, Köln 2006, ISBN 978-3-86560-130-8.
- Second Nature. Dumont, Köln 2009, ISBN 978-3-8321-9165-8.
- Micro. The Studio. Verlag der Buchhandlung Walther König, Köln 2019, ISBN 978-3-96098-581-5.
- Drawing as Continuum. Verlag der Buchhandlung Walther König, Köln 2021, ISBN 978-3-7533-0100-6.
- Sticks, Stigma, Stones and Stamen – the Munich Sketch Book. Verlag der Buchhandlung Walther König, Köln 2023, ISBN 978-3-7533-0415-1.